# 蘭格爾山脈

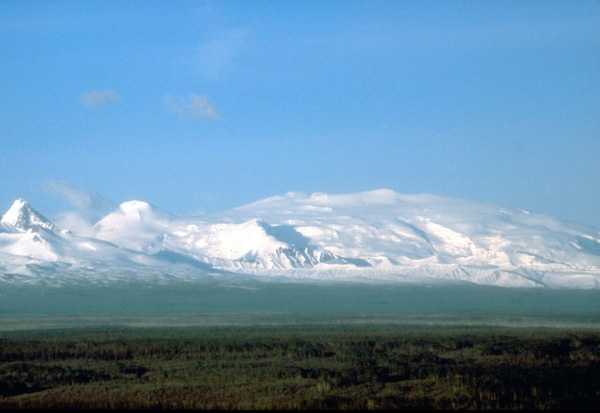

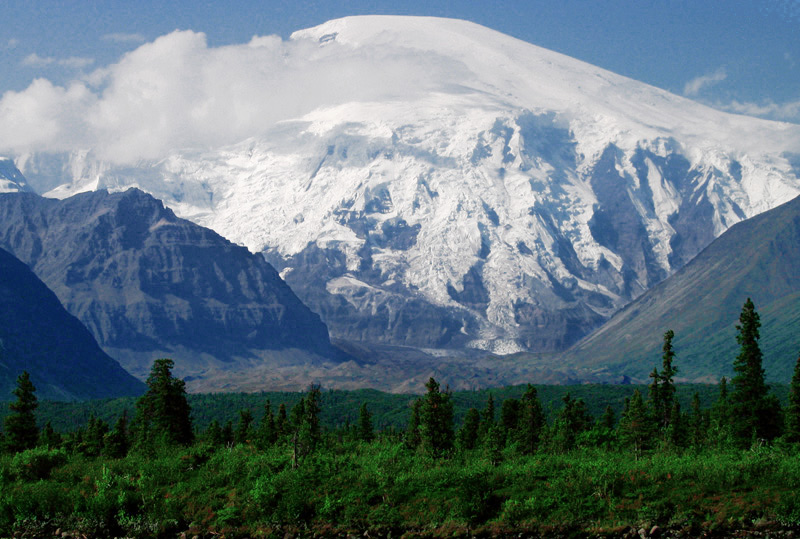

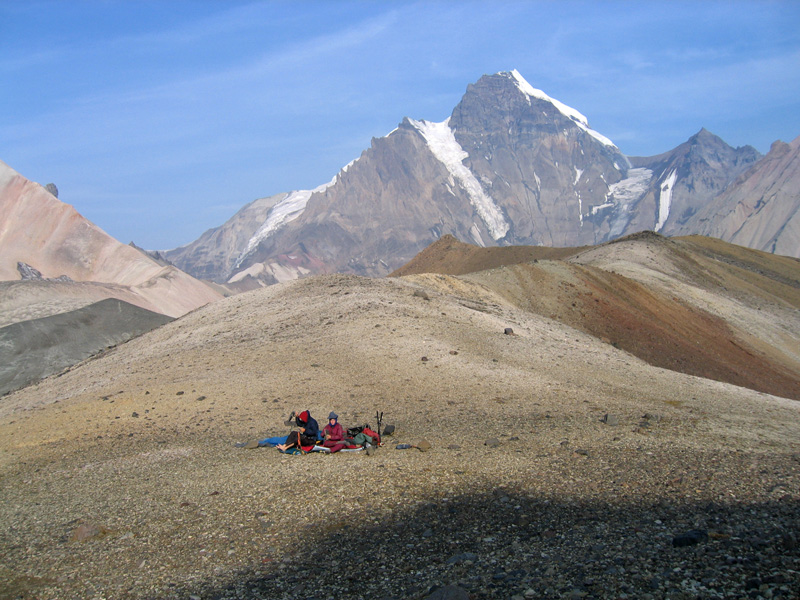

蘭格爾山脈是美國的山脈，位於阿拉斯加東部，大部分地區被劃入弗蘭格爾－聖伊萊亞斯國家公園範圍，最高點是海拔高度4,996米的布萊克本火山。

## 外部連結
- Wrangell-St. Elias National Park & Preserve（页面存档备份，存于）
- Wrangell Mountains Center （页面存档备份，存于）

61°48′N 143°30′W / 61.800°N 143.500°W